# Edward Lichnowski (nauczyciel)
Edward Lichnowski (ur. 1929, zm. 15 marca 2002) – polski nauczyciel wychowania fizycznego, trener sportowy.

## Życiorys
Urodził się w 1929. Pochodził z Przemyśla. W młodości był aktywnym sportowcem, uprawiał biegi, piłkę nożną, żeglarstwo, narciarstwo. Na przełomie lat 40. i 50. podczas studiów na Akademii Wychowania Fizycznego Józefa Piłsudskiego w Warszawie poznał późniejszą żonę Wandę Hull (ur. 1929), siatkarkę, reprezentantkę Polski. Studia ukończył rok przed żoną, przez rok pracował w Warszawie, po czym oboje latem 1952 zdecydowali się osiedlić w Sanoku, wybierając to miasto jako najdogodniejsze z kilku innych możliwych do zamieszkania. Od 1952 do 1984 był nauczycielem wychowania fizycznego w sanockich szkołach mechanicznych (późniejszy Zespół Szkół Mechanicznych). Podobnie jak żona, ponadto pracował jako szkoleniowiec wyczynowych sportowców: biegaczy, biegaczy i skoczków narciarskich, kombinatorów norweskich, koszykarzy, siatkarzy, lekkoatletów. W październiku 1953 wraz z dyrektorem szkoły Stanisławem Potockim był założycielem klubu sportowego przy Technikum Budowy Samochodów, początkowo o charakterze szkolnym, później przemianowany na Międzyszkolny Klub Sportowy „Zryw” Sanok. Prowadzona przez Wandę i Edwarda Lichnowskich siatkarska drużyna Zrywu, złożona z uczniów ZSM, w styczniu 1969 zdobyła mistrzostwo juniorów okręgu rzeszowskiego, w lutym 1969 wygrała turniej półfinałowy rozegrany w Sanoku, po czym w marcu 1969 zwyciężyła w turnieju finałowym w Przemyślu zdobywając złoty medal mistrzostw Polski juniorów w 1969 (w decydującym meczu Zryw pokonał MKS MDK Warszawa 3:2). Równolegle drużyna MKS Zryw Sanok w sezonie 1968/1969 zdobyła mistrzostwo ligi okręgowej.
Zmarł nagle 15 marca 2002. Wraz z żoną Wandą miał dwie córki. Został pochowany na Cmentarzu Prądnik Czerwony.

## Odznaczenia i wyróżnienia
- Krzyż Kawalerski Orderu Odrodzenia Polski (1982)[14][15]
- Złoty Krzyż Zasługi (1974)
- Srebrny Krzyż Zasługi (1971)
- Odznaka „Zasłużony dla Sanoka” (1983)[16]
- Srebrna odznaka Polskiego Związku Łyżwiarstwa Szybkiego (1984)[17]
- Dyplom i nagroda Wojewódzkiego Komitetu Wychowania Fizycznego i Turystyki (1965)[18]